# Mistake!/Battery
《Mistake!／Battery》是日本男子组合SMAP的第49张单曲，是一张双A面单曲。于2013年2月27日由Victor Entertainment发行。

## 概要
这张单曲分为通常盤、初回盤A、初回盤B、初回盤C、日本环球影城限定盤（以下写作USJ盤）五种版本发行。初回盤A的附属DVD中收录了《Mistake!》的MV、初回盤B与USJ盤的附属DVD中则收录了《Battery》的MV。通常盤与初回盤C的CD中额外多收录了《Battery》的混音版本《Battery》 (Jeff Miyahara Remix)。USJ盤只在日本环球影城发行，虽然与初回盤B的收录内容相同但封面不同。同时，通常盤/初回盤A、C与初回盤B/USJ盤中歌曲的排序也不同。
《Mistake!》是富士电视台《SMAP×SMAP》节目的主题曲。同时也被用作该节目内迷你电视剧《Mistake!》的主题曲。在2013年12月31日直播的《第64回NHK红白歌合战》中，组合演唱了《Joy!!》与本曲的混合版，《Joymap!!》。
《Battery》是组合与主题公园日本环球影城的合作项目“UNIVERSAL STUDIOS JAPAN×SMAP:WORLD ENTERTAINMENT PROJECT”的广告曲，同时也被使用做公园内“Hollywood Dream – The Ride”这一游乐设施运行时的背景音乐。这首歌的MV也在公园中播放。这首歌是SMAP第一首全英文歌词的歌曲。

## 销售成績
在2013年3月11日公布的Oricon单曲周榜中，单曲录得16.2万张的销量数字、与前张单曲《Moment》的首周销量13.7万张相比有2.5万张的增幅，同时也继续了发行首周获得周榜第一名的好成绩。这也是组合在2010年销售的《This is love》之后再次获得日本唱片协会的白金唱片销量认证。

## 收录歌曲

### 通常盤/初回盤C
1. 《Mistake!》 [4:39]
作詞：石渡淳治（日语：いしわたり淳治）） / 作曲：HIKARI（日语：HIKARI） / 編曲：CMJK（日语：CMJK）
2. 《Battery》 [3:44] 
作詞：Jeff Miyahara / 作曲・編曲：Jeff Miyahara・blackSHEEP、Sound Produced by Jeff Miyahara
3. 《Battery》 (Jeff Miyahara Remix) [4:01]
  - 《Battery》的混音版本。
4. 《Mistake!》（back track）[4:37]
5. 《Battery》（back track）[3:44]

- 初回盤C是以EP尺寸进行的包装。
- 初回盤C销售完毕之后通常盘才会上市。

### 初回盤A
CD
1. 《Mistake!》 [4:39]
2. 《Battery》 [3:44]
3. 《Mistake!》（back track）[4:37]
4. 《Battery》（back track）[3:44]

DVD
1. 《Mistake!》 (Music Video)
2. 《Mistake!》(Making)

封入特典
- 《Mistake!》原创贴纸

### 初回盤B/USJ限定盤
CD
1. 《Mistake!》 [3:44]
2. 《Mistake!》 [4:39]
3. 《Mistake!》（back track）[3:44]
4. 《Mistake!》（back track）[4:37]

DVD
1. 《Mistake!》 (Music Video)
2. 《Mistake!》 (Making)

封入特典
- 日本环球影城特別優待券（只初回盤B有封入）